# Auburn Motor Chassis Company
Auburn Motor Chassis Company war ein US-amerikanischer Hersteller von Automobilen.

## Unternehmensgeschichte
Das Unternehmen hatte seinen Sitz in Auburn in Indiana. Es stellte zwischen 1912 und 1915 Personenkraftwagen her, die als Auburn vermarktet wurden. Außerdem entstanden von 1911 bis 1916 Lastkraftwagen, für die der Name Handy Wagon überliefert ist.
Es bestand keine Verbindung zur bekannteren Auburn Automobile Company aus der gleichen Stadt.

## Fahrzeuge
Im Angebot standen Highwheeler. Mit ihren großen Rädern eigneten sie sich gut für die damaligen schlechten Straßen. Ein Zweizylindermotor mit 12/14 PS Leistung trieb die Fahrzeuge an. 104,775 mm Bohrung und 95,25 mm Hub ergaben 1642 cm³ Hubraum. Die meisten Motoren waren luftgekühlt. Viele Fahrzeuge waren Nutzfahrzeuge.
Das kürzeste Fahrzeug mit einem Radstand von 165 cm war ein Buggy. Der Runabout hatte 196 cm Radstand. Der Handy Wagon mit ebenfalls 196 cm Radstand war ein Pkw, der nach Entfernen der hinteren Sitze zum Lastentransport geeignet war. Den Delivery als Nutzfahrzeug mit 218 cm Radstand gab es mit rund 360 kg Nutzlast und mit rund 680 kg Nutzlast.
Das einzige Modell mit Wasserkühlung war ein Delivery mit rund 450 kg Nutzlast.

## Modellübersicht
| Jahr      | Motorkühlung  | Zylinder | Leistung (PS) | Radstand (cm) | Aufbau              |
| --------- | ------------- | -------- | ------------- | ------------- | ------------------- |
| 1912–1915 | Luftkühlung   | 2        | 12/14         | 165           | Buggy               |
| 1912–1915 | Luftkühlung   | 2        | 12/14         | 196           | Runabout            |
| 1912–1915 | Luftkühlung   | 2        | 12/14         | 196           | Handy Wagon         |
| 1912–1915 | Luftkühlung   | 2        | 12/14         | 218           | Delivery 800 pound  |
| 1912–1915 | Luftkühlung   | 2        | 12/14         | 218           | Delivery 1500 pound |
| 1912–1915 | Wasserkühlung | 2        | 12/14         |               | Delivery 1000 pound |